# Fuglafjørður
Fuglafjørður (wym. [fʊglaˌfjøːɹʊɹ], duń. Fuglefjord) – miasto na wyspie Eysturoy, będącej częścią archipelagu Wysp Owczych, położonych na Morzu Norweskim. Jest administracyjną stolicą gminy Fuglafjarðar kommuna, w regionie Eysturoy. 1532 mieszkańców daje jej piąte pod względem zaludnienia miejsce na archipelagu i pierwsze na wyspie, na której się znajduje. Nazwa z farerska oznacza Fiord Ptaków, nie odnosi się ona jednak do żadnego ze znanych ludzkości fiordów.

## Geografia

### Położenie

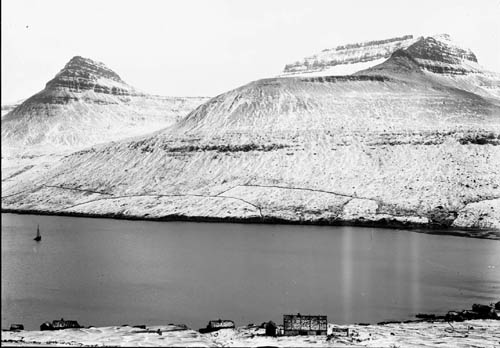
Fiord Fuglafjørður na zdjęciu z roku 1899, w tle widać górę Blábjørg

Miejscowość Fuglafjørður znajduje się na północno-wschodnim brzegu wyspy Eysturoy. Nie ma kontaktu z otwartym morzem, jednak od południowej strony przylega do niewielkiej zatoki bez nazwy. Zatoka ta wychodzi następnie do cieśniny Djúpini, która rozciąga się od miejscowości Leirvík, na południu, do Morza Norweskiego na północy. Prócz południa zaś, miejscowość ta jest otoczona przez liczne wzniesienia: Húsafelli (626 m n.p.m.) i Rókin (515 m n.p.m.) od strony zachodniej, Slættafjall (626 m n.p.m.) od północy oraz Blábjørg (732 m n.p.m.) i Gjógvarafjall (679 m n.p.m.) od wschodu. Najbliższa osadą jest Kambsdalur, przylegająca do Fuglafjørður od strony południowo-wschodniej. Przez miejscowość przechodzi kilka niewielkich rzek spływających z gór.

### Klimat
Podobnie, jak pozostałe miejsca na Wyspach Owczych, Fuglafjørður leży strefie klimatu umiarkowanego, chłodnego w odmianie morskiej. Sprawia to, że lata są stosunkowo chłodne, w porównaniu do obszarów leżących na mniejszych szerokościach geograficznych, zimy zaś dość ciepłe. Występują tam także obfite opady, większe zwykle nieco w miesiącach chłodniejszych. Na powiększenie liczby opadów i ocieplenie klimatu wpływa ciepły Prąd Norweski, przekształcony z Golfsztromu. Fuglafjørður, jako osada położona w zatoce, otoczona wysokimi szczytami górskimi, jest osłonięta przed porywistymi wiatrami, również częstym zjawiskiem na Wyspach Owczych.

## Informacje ogólne

### Populacja

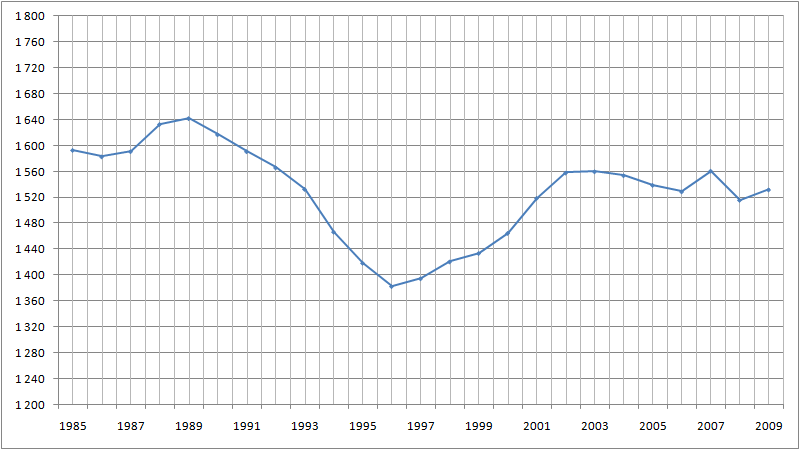
Demografia Fuglafjørður w latach 1985–2009

Znaczną większość mieszkańców miejscowości stanowią Farerczycy, czyli rdzenni mieszkańcy Wysp Owczych. Obecnie mieszka tam 1532 osoby i liczba ta stale rośnie. W przeszłości jednak miejscowość ta posiadała jednak nawet ponad 1600 mieszkańców, jednak ich liczba gwałtownie spadła w latach 90. XX wieku, kiedy cały archipelag nawiedził kryzys gospodarczy i nasiliła się emigracja z jego obszaru. Społeczeństwo jest młode, obecnie liczną grupę stanowi ludność w wieku do dwudziestego roku życia – ok. 28,8% wszystkich ludzi. Ludność powyżej siedemdziesiątego roku życia natomiast stanowi jedynie niewiele ponad 9,8%.

### Transport
W miejscowości Fuglafjørður nie ma lądowiska helikopterów, a także, pomimo dość dobrze rozbudowanego portu, brakuje przystani promowej, toteż jedynym środkiem transportu, jakim można dostać się do osady jest transport kołowy. Można z niego skorzystać za pomocą samochodu osobowego, lub środku publicznego – linii 410 niebieskich autobusów Bygdaleiðir, kursujących po całym archipelagu. Linia 410 została przeprowadzona od Klaksvík do Fuglafjørður, a stacjami znajdującymi się po drodze są: miejscowość Leirvík, dolina Gøtudalur oraz osada Kambsdalur. Autobusy te kursują każdego dnia, przy czym w dni powszednie znacznie częściej. Nie istnieje obecnie krótka droga pomiędzy miejscowością Fuglafjørður a leżącą w tej samej gminie Hellur. Chcąc dojechać do oddalonej niecałe 3 km osady, trzeba nadrobić ponad 25 kilometrów, by ominąć okoliczne wzniesienia.

### Sport
Jednym z ulubionych sportów farerskiej populacji jest piłka nożna. Na archipelagu istnieje wiele klubów piłkarskich zajmujących się, w większości amatorsko, tą dyscypliną w przeliczeniu na jednego mieszkańca. Także Fuglafjørður posiada jeden taki klub, założony w roku 1936, ÍF Fuglafjørður, którego zawodnicy występują obecnie w I, III i IV lidze męskiej oraz II lidze kobiet.
Prócz tego ÍF Fuglafjørður posiada także sekcję siatkarską, badmintona oraz piłki halowej, a także sekcję wioślarską (dyscyplina ta jest drugim sportem narodowym na Wyspach Owczych), wiele obiektów, gdzie odbywają się zawody ulokowano jednak w połączonej z Fuglafjørður osadą Kambsdalur. W większej z tych dwu miejscowości znajduje się także pływalnia.

## Historia
Osada Fuglafjørður ma swoje początki jeszcze w czasach wikingów. Odnaleziono tam bowiem szczątki domostw, mogące pochodzić nawet z połowy X wieku. Zostały one usytuowane w miejscu, gdzie potok Gjógvará wpływa do zatoki. Długość jednego domu wynosiła 17 metrów, a grubość ścian około 1,5 m. By dotrzeć do jego szczątków archeologowie musieli usunąć pozostałość czterech lub pięciu innych domostw, co jest dowodem ciągłości osadnictwa w tym miejscu. Miejsce to, podobnie, jak wiele innych na archipelagu, zostało odkryte przypadkowo, podczas budowy nowych domostw w roku 1956. Istnieje duże prawdopodobieństwo, że z tego samego okresu są szczątki innego domostwa, odnalezione w roku 1965. Pomimo tych wczesnych wykopalisk o osadzie wspominają dopiero pisma z okresu reformacji na archipelagu, około roku 1540.
W roku 1781 osada składała się z czterech mniejszych części: við Gjógvará, við Garð, í Toftum oraz á Áargarði, które najprawdopodobniej wcześniej były osobnymi gospodarstwami. Spośród około 5000 mieszkańców, jacy zamieszkiwali całe Wyspy Owcze w roku 1801, 128 było obecnych w Fuglafjørður. W około połowie XIX stulecia do miejscowości tej zostały włączone trzy okoliczne osady – á Trøðni, á Bakkanum oraz á Høvdanum. W roku 1901 w miejscowości mieszkało już 325 osób, a dwa lata później, 1 lipca 1903 roku założono jeden z najstarszych urzędów pocztowych na Wyspach Owczych. Jego siedziba mieściła się wtedy w starym domu zarządcy regionu Eysturoy.
Znaczny rozwój osady nastąpił na początku wieku XX, kiedy znacznie rozwinięto rybołówstwo i przetwórstwo rybne. W roku 1910 powstało tam regularne nabrzeże, gotowe do przyjmowania mnogiej ilości łodzi rybackich. Obecnie nadbrzeże to ma długość 800 metrów i skupiają się przy nim czołowe farerskie przedsiębiorstwa rybne, takie jak Vónin, czy produkujące mączkę rybną Havsbrun. Prócz tego powstały tam także magazyny ropy naftowej.
Liczebność ludności w osadzie znacznie zaczęła wzrastać w latach 20. XX wieku, około dwadzieścia lat później utworzono trzy nowe osiedla – í Rossagerði, í Fløtugerði oraz na wschodzie á Horn. W roku 1945 zaludnienie miejscowości przekroczyło 1000 mieszkańców. Siedzibą urzędu pocztowego w roku 1930 stał się prywatny dom państwa Rustin, z którego został przeniesiony dopiero w 1975, kiedy po pięćdziesięcioletniej kadencji, ze stanowiska zarządcy owego urzędu zrezygnowała Alma Rustin.
W roku 1923 do miejscowości zaczęli napływać przedstawiciele ruchu braci plymuckich, który w tamtych latach zaczął zyskiwać sympatię i pewną rzeszę wiernych na archipelagu. Do miejscowości, w roli misjonarza, przybył w roku 1928, Victor Danielsen. Człowiek ten dokonał pierwszego tłumaczenia całości Biblii na język farerski, po dwudziestu latach pracy, w roku 1949. Jego tłumaczenie opierało się na tekście hebrajskim.
Kolejne osiedla, zwane á Bjarnafløtum, í Toftabønum oraz Norður í Bø, zostały stworzone w latach 70. XX wieku. Natomiast w roku 1981 gmina postanowiła utworzyć nową miejscowość w pobliżu Fuglafjørður i już w 1985 powstała osada Kambsdalur, która być może w przyszłości zostanie włączona w granice większej miejscowości. Obecny kościół został zbudowany w roku 1984, szkołę zbudowano zaś w 1990, a otworzono rok później. Obecnie w placówce tej pracuje 36 nauczycieli, którzy uczą 354 uczniów z klas od pierwszej do dziesiątej.
22 czerwca 2005 roku miejscowość ta została odwiedzona przez księcia Danii Fryderyka oraz księżniczkę Marię Elżbietę.

## Turystyka
Miasto Fuglafjørður jest rocznie odwiedzane przez około 4000 turystów. Pomimo że miejscowość ta nie należy do największych, w ostatnich kilkunastu latach przeobraziła się w centrum kulturowe tej części archipelagu. Wzdłuż głównej ulicy znajduje się wiele sklepów i innych obiektów kulturowych.

### Ciekawe miejsca
- Dom Kultury (Mentanarhúsið) – został otworzony w roku 2002[12] przy ulicy Karvatoftur 5, będącej niewielkim odcinkiem głównej trasy otaczającej zatokę, która stanowi główną drogę w miejscowości. Obecnie kierownikiem tego miejsca jest Sunrid Traðará. Odbywa się tam dziś wiele koncertów muzyki różnych gatunków, a także dużo wystaw artystów. Budynek został zaprojektowany przez znanego na Wyspach Owczych muzyka Nielsa Midjorda.
- Biblioteka miejska (Fuglafjarðar Bókasavn) – została otworzona w latach 70. XX wieku w budynku, który pochodzi z roku 1882. Obecnie, prócz biblioteki, w budynku tym znajduje się Informacja Turystyczna Eysturoy, w której można zasięgnąć informacji nie tylko na temat miasta, ale i całego regionu.
- Gorące Źródło (Varmakelda) – jest jedynym gorącym źródłem na Wyspach Owczych. Znajduje się około cztery kilometry od Fuglafjørður, by tam dotrzeć należy przejść przez osadę Kambsdalur. Woda w tym źródle ma około 18 °C i od czasów średniowiecze była używana do leczenia schorzeń. Źródło to jest jednym z niewielu świadectw wulkanicznej przeszłości archipelagu. Co roku ludzie spotykają się nad jego wodami by świętować, tańczyć i śpiewać pod rozgwieżdżonym niebem. Co dwa lata zaś organizowane są zawody wioślarskie Varmakeldustevna. Odbywają się one w pierwszy weekend lipca.
- Poczta w Fuglafjørður – obecnie znajduje się w oddzielnym budynku, jednak wcześniej, od powstania w 1903 do 1930 jej siedziba mieściła się w miejscu urzędowania zarządcy regionu Eysturoy, później zaś do roku 1975 w prywatnym domu państwa Rustin, skąd przeniesiono ją do nowego budynku, własności rodziny Haraldsen[9]. Przez 91 lat urząd pocztowy zarządzany był przez przedstawicieli jednej rodziny – Tummasa Juula Petersena (1903–1910), następnie przez jego brata, Hansa Jacoba Petersena (1910–1926), potem córkę Hansa, Almę Rustin (1926–1975) i jej córkę Margrethę Rustin Johannesen (1975–1994), obecnie zaś, od 1 listopada 1994 znajduje się pod opieką Sigruna Jacobsena[9].
- Kościół w Fuglafjørður (Kirkjan í Fuglafirði) – historia obecnego kościoła w miejscowości nie jest zbyt długa. Został on wybudowany w roku 1984, jednak zanim powstał na jego miejscu istniało kilka wcześniejszych. Pierwszy zbudowany został w roku 1690, a następne w latach 1719, 1738 i 1840. Wskutek sztormów i lawin górskich wiele budynków na Wyspach Owczych ulega zniszczeniu, przez to tak częste budowy nowych kościołów. Ostatni z tych kościołów był typowym, drewnianym kościołem, charakterystycznym dla Wysp Owczych, jednak postanowiono go zastąpić w 1871 kościołem murowanym, zburzonym w 1981 roku.
- Prócz tego ciekawym miejscem są pozostałości starych domostw wikińskich przy ujściu potoku Gjógvará. Niedaleko Fuglafjørður znajduje się także średniej trudności szlak turystyczny o długości 9 kilometrów, na północ od osady Hellur.

### Zakwaterowanie
W Fuglafjørður stale trwa rozwój zakwaterowania. Nadal nie ma tam hotelu, a od najbliższego, mieszczącego się w Runavík, dzieli to miasto dziewiętnaście kilometrów.
- Skótahúsið í Fuglafirði – jest schroniskiem młodzieżowym, jakie dziś są popularne na Wyspach Owczych. Znajduje się w centrum miasta, na ulicy Norður í Bø. Drugie schronisko, Skótahúsið Kambur znajduje się w okolicznym Kambsdalur.
- W miejscowości istnieje także kilka możliwości zakwaterowania typu bed & breakfest, których rezerwację prowadzi punkt Informacji Turystycznej Wysp Owczych, znajdujący się w osadzie. Ostatnią możliwością zakwaterowania jest pole namiotowe Camping á Kambsdali, znajdujące się pomiędzy miejscowościami Kambsdalur i Fuglafjørður.

## Urodzeni w Fuglafjørður
- Jógvan á Lakjuni – urodzony 13 listopada 1952 roku, farerski polityk, należący do konserwatywnej partii Fólkaflokkurin. Z zawodu jest nauczycielem, studiował na Uniwersytecie Wysp Owczych. Był w latach 1969–1972 żeglarzem, a potem nauczycielem w szkole w swym rodzinnym mieście (1977–1989). W roku 1989 stał się wykładowcą w szkole biznesu w miejscowości Kambsdalur. Od 1998 zasiada w farerskim Løgtingu, gdzie wchodził w skład wielu różnych rad, a od roku 2004 do 2008 był ministrem kultury w rządzie Wysp Owczych. Dawniej Lakjuni zajmował się muzyką, był założycielem, popularnej w latach 80. XX wieku grupy Bros.
- Øssur Mohr – urodzony w roku 1961, farerski malarz, samouk, znany na Wyspach Owczych głównie z przedstawiania krajobrazu, za pomocą żywych barw i szerokich pociągnięć pędzla. Maluje farbami olejnymi na płótnie. Zaczął być sławny w roku 1991, kiedy jego prace zaczęły być pokazywane na Wyspach Owczych. Później jego popularność rozszerzyła się poza archipelag i zaczął mieć wystawy w Danii, a także w 2004 roku w Szlezwiku. Prócz zajęć związanych z artyzmem Mohr jest przewodniczącym Związku Pływackiego w Fuglafjørður (Fuglafjarðar Svimjifelag). Jego syn, Jákup, w roku 2004 dostał wyróżnienie najlepszego pływaka na Wyspach Owczych.

## Miasta partnerskie
- Aalborg
- Ilulissat
- Selfoss